# Autodieven
Autodieven (Spaans: Ladrones de coches) is een stripalbum uit de reeks Paling en Ko van tekenaar Francisco Ibáñez. Het werd in 1984 in het Nederlands uitgebracht als #39. De oorspronkelijke versie werd voorgepubliceerd in het stripblad Mortadelo (zoals de lange kale helft van het tweetal in het Spaans heet) van 21 juli tot 15 september 1980 om pas in 1993 in albumvorm te verschijnen.

## Naamsverwarring
Als gevolg van een jarenlange naamsverwarring wordt de kale meestervermommer hier Ko genoemd en de korte met de twee haren (door zijn collega steevast met chef en u aangesproken) Paling.

## Verhaal
De stad wordt geteisterd door een bende autodieven; Paling en Ko worden er door hun baas, de Superintendant, op uit gestuurd om daar een einde te maken. Ze doen dat in zeven hoofdstukken:
- Paling en Ko gebruiken de auto van Super als lokaas, maar de dieven houden er slinkse methodes op na; ze stelen de auto in onderdelen ondanks dat de kale op de uitkijk stond. Zoals gebruikelijk verstoppen ze zich terwijl Super naar ze zoekt met grof geschut.
- Paling en Ko moeten doen alsof ze de auto van de onderdirecteur hebben gestolen en deze aan de onderwereld proberen te verkopen. Het plan mislukt omdat de gekoesterde auto zwaar beschadigd raakt, en dus onverkoopbaar. Wat Super betreft blijft er van het tweetal nog minder over.
- Er wordt een rode auto gestolen terwijl de bestuurder een lekke band verwisselt; Paling en Ko zetten de achtervolging in met een bevriende lijkwagenbestuurder. Een van de dieven herkent de chef en houdt het tweetal op afstand door een handgranaat te werpen.
- Tegen beter weten in stelt Super zijn nieuwe wagen beschikbaar voor de volgende opdracht; Paling en Ko moeten een grijze auto van vijf jaar oud en met een geweldig vermogen zien terug te vinden. Volgens een tip zit deze in een vrachtwagen, maar als de kale de achterdeuren opendoet rent er een circusolifant uit die de auto van Super voor een oefenplatform aanziet.
- Er is een blauwe cabriolet gestolen; Paling en Ko gaan er op uit en worden opnieuw op het verkeerde been gezet door een tipgever. Het gaat om een buggy te zijn met een ondeugende baby aan boord; vooral de kale wordt het knap lastig gemaakt.
- Paling en Ko betrappen een dief die de deur van een Morris 1000 probeert te forceren; hij rent echter weg nadat ze hem bont en blauw hebben geslagen. Het blijkt echter de wethouder te zijn die de sleutels in zijn auto had laten liggen. Paling en Ko worden hiervoor gestraft, maar krijgen een herkansing als er melding wordt gedaan van diefstal met bruut geweld; daarbij mogen ze de gepantserde auto gebruiken. Deze wordt echter gestolen op het moment dat de kale door de chef wordt achtervolgd vanwege een misplaatste opmerking en daarbij de deur open heeft laten staan.
- Paling en Ko maken geen goede beurt bij Super door een steile afrit te maken naar de kelder; ze krijgen een laatste kans om binnen 24 uur alle gestolen auto's terug te vinden en de dieven te arresteren. De agenten slagen in hun missie en nu het gevaar voor diefstal geweken is koopt Super een nieuwe, snellere auto. Ook deze raakt beschadigd omdat de kale erop is gevallen tijdens het uittesten van zijn vermomming als vliegende hagedis.